# رمضان تشولاك باي
رمضان تشولاق باي هو أول باي لقسنطينة وحاكم لبايلك الشرق ضمن أيالة الجزائر في العهد العثماني، بدأ حكمه عام 1567م واستمر حتى 1574م ليخلفه جعفر باي.

## حكمه
عرف رمضان تشولاق باي صعوبات مع القبائل الرئيسية في اقليمه، عكس الذواودة ظلت قبيلة المخزن بامتياز.
بعد هزيمة الأتراك في ليبانتو في 1571، طالب الجنود العائدون من هذه الحملة التي جمعت كل أوروبا ضد السلطان العثماني ببعض الصلاحيات نتيجة الحرب مثل:
- ترقية مبكرة
- زيادة الأجور
- نفقات للمصابين والمعوقين.

لم يوافق الداي عراب أحمد باشا (1570-1574) على المطالب، فكان هناك شعور بالفتنة في الميليشيات تسبب فيها ليس قدامى المحاربين فقط ولكن ربما وكلاء تسللوا إلى البلاد ويعملون لحساب إسبانيا.
واجه عراب أحمد باشا الموقف بقوة فأعاد المليشيات إلى الطريق السوي وأمر باياته باتخاذ اللازم مع القبائل المنشقة، ففي بايلك الشرق كان على رمضان تشولاق باي محاربة قبيلتين، الحنانشة شرقاً والمقراني غرباً ولكن إمكانياته ضعيفة جدا للتغلب على هذه القبائل القوية. طلب من الباشا تعزيزات لكنها لم تكن أفضل من قواته. ثم انه طلب تدخل أحمد بن علي بوعكاز رئيس الذواودة لدى المقراني لأن إبناً لهم تزوج ابنته وذلك من أجل هدنة شرف. المفاوضات بلغت ذروتها مع الحنانشة كما المقراني لتصل إلى اتفاقات تسمح بالسلام بين الطرفين لمدة عشر سنوات.